# Nicklas Helenius
Nicklas Helenius Jensen (Svenstrup, 8 mei 1991) is een Deens voetballer die bij voorkeur als aanvaller speelt. Hij tekende in juli 2015 een contract tot medio 2017 bij Aalborg BK, dat hem transfervrij overnam van Aston Villa. Helenius debuteerde in 2012 in het Deens voetbalelftal.
Helenius debuteerde op 16 mei 2010 in het betaald voetbal. Hij nam het die dag met Aalborg BK op tegen HB Køge. Hij kwam vier seizoenen uit in de hoofdmacht van de club, met twee vijfde plaatsen als sportieve hoogtepunten. Aston Villa haalde Helenius in 2013 naar de Premier League, maar een doorbraak bleef hier uit. Na drie competitieduels in zijn eerste seizoenen, verhuurde Villa hem terug aan Aalborg. Omdat de Deense club in het voorgaande seizoen landskampioen was geworden, kon Helenius hiermee debuteren in de UEFA Champions League en na de winterstop ook in de UEFA Europa League. Aalborg haalde Helenius in juli 2015 definitief terug. Het lijfde hem transfervrij in en gaf hem een contract tot medio 2017. Eind januari 2016 werd hij verhuurd aan SC Paderborn 07

## Statistieken
| Seizoen | Club              | Land       | Competitie     | Wed. | Goals |
| ------- | ----------------- | ---------- | -------------- | ---- | ----- |
| 2009/10 | Aalborg BK        | Denemarken | Superligaen    | 1    | 0     |
| 2010/11 | Aalborg BK        | Denemarken | Superligaen    | 29   | 5     |
| 2011/12 | Aalborg BK        | Denemarken | Superligaen    | 32   | 14    |
| 2012/13 | Aalborg BK        | Denemarken | Superligaen    | 33   | 16    |
| 2013/14 | Aston Villa       | Engeland   | Premier League | 3    | 0     |
| 2014/15 | → Aalborg BK      | Denemarken | Superligaen    | 32   | 8     |
| 2015/16 | Aalborg BK        | Denemarken | Superligaen    | 10   | 0     |
| 2015/16 | → SC Paderborn 07 | Duitsland  | 2.Bundesliga   | 14   | 4     |
| 2016/17 | Aalborg BK        | Denemarken | Superligaen    | 3    | 0     |
| 2016/17 | → Silkeborg IF    | Denemarken | Superligaen    | 29   | 10    |
| 2017/18 | Odense BK         | Denemarken | Superligaen    | 29   | 8     |
| 2018/19 | Odense BK         | Denemarken | Superligaen    | 1    | 1     |
| Totaal  | Totaal            | Totaal     | Totaal         | 216  | 66    |